# 219년

## 연호
- 후한(後漢) 건안(建安) 24년

## 기년
- 후한(後漢) 헌제(獻帝) 31년
- 신라(新羅) 내해 이사금(奈解泥師今) 24년
- 고구려(高句麗) 산상왕(山上王) 23년
- 백제(百濟) 구수왕(仇首王) 6년

## 사건
- 중국 삼국시대에 유비(劉備)와 조조(曺操) 사이에 한중 전투가 발발하다.
- 중국 삼국시대에 관우가 조조의 점유지인 형주 북부를 침공하여 번성 전투가 일어나다.
- 중국 삼국시대에 손권(孫權)이 유비와의 동맹을 파기하고 관우를 공격하여 형주 공방전이 발발하다.

## 사망
- 중국 삼국(三國)시대 위(魏)의 무장 하후연( 夏侯淵)
- 중국 삼국(三國)시대 촉한(蜀漢)의 무장 관우, 관평
- 중국 삼국(三國)시대 익주자사 유장(劉璋)
- 중국 삼국(三國)시대 위(魏)의 참모 양수(樣수)
- 중국 삼국(三國)시대 동오(東吳)의 무장 여몽(呂蒙)